# César Hinostroza
César José Hinostroza Pariachi (Jauja, 28 de septiembre de 1956) es un abogado, juez y magistrado peruano. De enero del 2017 a julio del 2018 asumió la presidencia de la Segunda Sala Penal Transitoria de la Corte Suprema de Justicia de la República del Perú. En diciembre del 2015 fue nombrado Juez Supremo Titular. También ha sido presidente de la Corte Superior de Justicia del Callao.
Desde julio de 2018 tiene abierta una investigación tras conocerse unos audios en los que diversos miembros de la judicatura estarían implicados en tráfico de influencias y corrupción. El 18 de octubre del año 2018, las autoridades peruanas confirmaron que el exjuez se había fugado a España, siendo detenido allí al día siguiente tras una orden de captura emitida por Interpol. El 11 de abril del año 2019, Hinostroza es liberado provisionalmente mientras se resuelve su proceso de extradición.

## Biografía
En 1979 recibió el título de abogado por la Universidad Nacional Mayor de San Marcos. Es magíster en Ciencias Penales y Derecho Constitucional por la Universidad de San Martín de Porres (2003), doctor en Derecho y magíster en Administración de Justicia, por la Universidad Alas Peruanas.[cita requerida]
Su carrera profesional comienza como abogado defensor, asesor y consultar con despacho propio (1980–1981). Fiscal Provincial Adjunto del Ministerio Público (1982-1983), Juez de Paz Letrado Titular de Lima (1983–1985), Juez Instructor Titular de Talara–Piura (1985- 1991).
Se desempeñó como Juez Superior Titular de Loreto (1991–1999), Juez Superior Nacional Antidrogas de Perú (2000), Juez Superior Titular del Callao, presidente de las 4 Salas Penales de la Corte Superior de Justicia del Callao.
Fue presidente de la Corte Superior de Justicia del Callao (2009-2010), Juez Supremo Provisional de la Sala Constitucional y Social de la Corte Suprema de Perú (2011), Miembro del Consejo Ejecutivo Distrital de la Corte Superior del Callao (2011-2012), Presidente de la Segunda Sala Penal de Reos en Cárcel de la Corte Superior de Justicia del Callao (2012-2014).
Fue director de la Escuela de Jueces y Auxiliares Jurisdiccionales de la Corte Superior de Justicia del Callao (2013-2014), presidente de la Comisión de Capacitación de Derecho Penal y Procesal Penal de la Corte Superior de Justicia del Callao, presidente de la Comisión del Pleno Jurisdiccional Distrital de la Especialidad Constitucional de la Corte Superior de Justicia del Callao
Durante su gestión en junio de 2015 creó el Observatorio de Criminalidad Regional que sirve como fuente de información para adoptar acciones de prevención de la delincuencia.
En diciembre del 2015 fue elegido Juez Supremo Titular de la Corte Suprema de Justicia, luego de un proceso de convocatoria que duró casi nueve meses.
Fue reelecto como presidente (2015-2016), Integrante de la Sala Penal Permanente de la Corte Suprema de Justicia de la República y presidente de la Segunda Sala Penal Transitoria de la Corte Suprema de Justicia de la República. [cita requerida]
Puso en marcha acciones para mejorar el servicio a la población, como la implementación de la firma digital para la notificación de los procesos de familia, la creación del Pool Itinerante de auxiliares jurisdiccionales que ha ayudado a descongestionar la carga procesal de los órganos jurisdiccionales de diversas especialidades, la inauguración de dos Casas de Encuentro Familiar en los distritos de Bellavista y La Perla, un centro de resocialización de menores denominado Servicio de Orientación al Adolescente infractor, la creación de juzgados de flagrancia, entre otros.[cita requerida]
Junto al ejercicio en la carrera judicial fue docente de derecho en diferentes universidades entre ellas la Universidad Particular de Iquitos, la Universidad Nacional de la Amazonía de Iquitos, la Universidad de San Martín de Porres, Universidad Inca Garcilaso de La Vega, Universidad Nacional Federico Villarreal.

## Investigaciones

### Denuncia de plagio
En abril de 2013 fue denunciado por plagio a la tesis de Fernando Ugaz “Lineamientos dogmáticos para una teoría general de la prueba: un especial estudio de la confesión y su desenvolvimiento en el proceso penal” en el libro de Hinostroza “La confesión sincera en el proceso penal y su tratamiento en el nuevo Código Procesal Penal”.

### Casa de Miami
El juez ha recibido también críticas por tener entre su patrimonio una casa en Miami de más de 300 mil dólares. El magistrado aseguró que todos sus ingresos han sido sustentados y comprobados por la Contraloría. También dijo que recibió, como una indemnización por haber sido removido como juez entre 1992 y el 2001, más de medio millón de soles.

### Caso Los Cuellos Blancos del Puerto
El sábado 7 de julio de 2018 el portal de noticias IDL-Reporteros difundió una serie de audios que comprometen a funcionarios del Consejo Nacional de la Magistratura y a jueces quienes podrían haber cometido tráfico de influencias y corrupción. Entre los nombres comprometidos se encuentran además de Hinostroza el actual presidente de la Corte Superior del Callao, Walter Ríos y los consejeros del Consejo Nacional de la Magistratura Iván Noguera, Guido Águila y Julio Gutiérrez. Como respuesta el CNM anuncia una investigación sobre las presuntas irregularidades de los funcionarios. En uno de los audios Hinostroza coordina con el presidente de Corte de Lima Sur, el juez Marco Cerna -quien renunció a su cargo el 11 de agosto por los audios- colocar magistrados en su distrito judicial.
El domingo 8 de julio se difunden nuevos audios en los que se desvela una conversación en la que parece contemplar una reducción de pena o incluso absolución en un caso de violación a una menor; mientras que en otro coordina con un exjuez una aparente reunión utilitaria con el entonces presidente de la República, Martín Vizcarra.
Un día después, el 9 de julio, el Ministerio de la Mujer y Poblaciones Vulnerables exigió que el juez supremo Hinostroza sea "retirado del cargo de manera inmediata ante la difusión de un audio, en el que se le escucha negociar la que sería una condena contra un violador sexual de una menor de edad."
El 12 de julio de 2018 el Poder Judicial dispuso que dejara la presidencia de la Segunda Sala Penal Transitoria de la Corte Suprema de Justicia. Hinostroza fue reubicado a la Sala de Derecho Constitucional por el expresidente del Poder Judicial, Duberlí Rodríguez. A su vez el ministro de Defensa ordenó a la Marina de Guerra del Perú retirar la condecoración “Cruz Peruana al Mérito Naval” otorgada a Hinostroza en 2010.
El 24 de julio en la Subcomisión de Acusaciones Constitucionales del Congreso de la República declaró procedentes las denuncias constitucionales presentadas por los congresistas Richard Arce (Nuevo Perú), Gloria Montenegro (APP), y Marco Arana (Frente Amplio) en contra de Guido Águila, exintegrante del Consejo Nacional de la Magistratura y de César Hinostroza.
El 25 de julio la Corte Suprema de Justicia retiró al juez de la Sala de Derecho Constitucional y Social Permanente, y en la cual no podrá participar mientras dure el proceso disciplinario que se abrió en su contra en el Consejo Nacional de la Magistratura.
El 11 de agosto de 2018, en las marchas convocadas en Perú por el movimiento «Ni una menos» bajo el lema «Mujeres x Justicia», se reclamó la destitución y penalización del juez César Hinostroza, cuyas conversaciones grabadas revelaban que había negociado en un caso de violación sexual contra una menor y se demandó la revisión inmediata de todas las resoluciones emitidas por él vinculadas con la violencia contra la mujer.
César Hinostroza ha dicho que se someterá a las investigaciones del Congreso y del Ministerio Público aunque asegura que reforma planteada por el Gobierno busca cambiar a jueces «sin comprobar nada» . También ha recordado que dijo que la Corte Interamericana de Derechos Humanos ha sancionado a países por interceptaciones telefónicas ilegales.
El 16 de octubre, la Mesa de Partes del Ministerio Público recibió el expediente con la acusación contra César Hinostroza. Fuentes fiscales informaron de que, hasta el momento, dicha documentación se encontró en el despacho del fiscal supremo, Pablo Sánchez. Precisaron que él deberá remitirlo a Fernández. 

#### Fuga a Europa
El 18 de octubre de 2018 las autoridades peruanas confirmaron que Hinostroza había infringido una orden de arraigo emitida hacía tres meses (13 de julio) y se había fugado del país aterrizando en España. Horas después dimitió el ministro del Interior Mauro Medina a quien el presidente Martín Vizcarra aceptó la dimisión. César Villanueva, presidente del Consejo de Ministros informó de que Hinostroza había "salido ilegalmente como cualquier delincuente" el pasado 7 de octubre, evadiendo los controles migratorios por el norte de Perú. Cruzó a Ecuador por la ciudad de Huaquillas y tomó en Guayaquil un vuelo a Ámsterdam (Países Bajos) usando un pasaporte ordinario, toda vez que la Cancillería le había anulado el diplomático tanto a él como a su esposa, información adelantada por el diario El Comercio. Al día siguiente, 19 de octubre, la policía española lo detuvo en Madrid tras una alerta roja emitida por Interpol.
En mayo del 2023 se estableció una recompensa de 150 mil soles a quien lo capture, luego de estar nuevamente prófugo en 2022. Sin embargo, para ese mes se suspendió su alerta roja según reportó Ojo Público.
A pesar de su salida, Hinostroza manifestó abiertamente su apoyo incondicional a Keiko Fujimori. Para julio de 2023 la Fiscalía encontró información para supuestamente archivar el proceso de investigación de Fujimori según Hildebrandt en sus Trece.
Para 2024, César Hinostroza fue destituido del cargo de juez supremo en cinco ocasiones, siendo la última de ellas realizada por la Junta Nacional de Justicia.

## Publicaciones
- “Nuevo Código Procesal Penal” editado por la Asociación Peruana de Ciencias Jurídicas (2005), Lima.
- “La confesión sincera en el proceso penal y su tratamiento en el nuevo Código Procesal Penal” (2005)
- “Manual de Derecho Penal, Parte General”, editado por la Editorial APECC, (2006), Lima.
- “El Delito de Lavado de Activos, Delito Fuente”, editado por la Editora Jurídica Grijley (2009), Lima-Perú

## Reconocimientos
- "Doctor honoris causa” por la Universidad Sergio Bernales de Lima
- Medalla “Madre Teresa De Calcuta”, otorgada por la Asociación Civil “Sembrando Valores”, Lima–Perú.
- Orden máxima “José Gabriel Gálvez Egúsquiza”, otorgada por el Colegio de Abogados del Callao, Perú.[28]
- Honor al mérito a la nota más alta del “IX Curso internacional a distancia para magistrados del Poder Judicial y el Ministerio Público”, otorgado por la Academia de la Magistratura de Perú.
- Primer puesto en el cuadro de méritos de Jueces Superiores del Perú (2011), otorgado por el Consejo Ejecutivo del Poder Judicial.
- El año 2010 recibió la condecoración “Cruz Peruana al Mérito Naval” en el grado de “Gran Cruz”, distinción emitida por Resolución Suprema del Gobierno Peruano de 2010. Retirada por orden del Ministerio de Defensa José Huerta Torres en julio de 2018 por los escándalos de corrupción de los que el Juez Hinostroza resultó ser parte a partir de una serie de audios difundidos en los medios de comunicación peruanos.[29]